# José Cepeda
José Carmelo Cepeda García de León (Ciudad Real, 19 de julio de 1968) es un profesor universitario, PhD en Comunicación y en la actualidad es parlamentario europeo. Entre sus responsabilidades destaca su labor como diputado en la Asamblea de Madrid y su tarea como Senador de España, siendo vicepresidente en la Unión Interparlamentaria (UIP) y miembro del Consejo de Europa representando a España a nivel internacional.

## Biografía
Nació en Ciudad Real y con tan solo un año sus padres se trasladaron a Madrid donde se ubicaron definitivamente. Es Doctor en Sociedad del Conocimiento y Acción en los Ámbitos de la Educación, la Comunicación, los Derechos y las Nuevas Tecnologías y profesor de la Universidad Carlos III de Madrid (UC3M) y de la Universidad Internacional de la Rioja (UNIR), periodista, consultor, experto en comunicación corporativa, su trabajo siempre ha estado ligado al mundo de la innovación, la información y el impacto de las nuevas tecnologías, tanto en sus responsabilidades políticas como profesionales. Máster en comunicación e identidad corporativa. Programa de liderazgo público en emprendimiento e innovación (PLPE) de Deusto Business School e Icade Business School. Programa ejecutivo en gestión pública por la IE Business School, ha dirigido, diseñado, planificado y desarrollado numerosas campañas electorales desde el año 2000. Ejerce como docente en diversas universidades e instituciones en másteres internacionales especializados.
En la actualidad colabora con diferentes medios de comunicación en España, analizando la actualidad política y social del país. Fue galardonado en el año 2013 con la Antena de Plata por la Asociación de Profesionales de la Radio y la Televisión por su participación en el programa "Aquí en la Onda" de la emisora de radio Onda Cero. En 2015 recibió el Premio de Comunicación Arco Europeo por su trabajo y dedicación en el ámbito de la comunicación política.

## Inicios en la política
En 1986 ingresó en las Juventudes Socialistas en el distrito madrileño de Latina. En 1990 se afilió a la Unión General de Trabajadores donde tuvo diversas responsabilidades y en 1992 se afilió al Partido Socialista Obrero Español (PSOE) en la Agrupación Socialista de Latina donde llegó a ocupar distintas responsabilidades, en la actualidad es su Presidente de Honor.

## Responsabilidades políticas
En el año 2000 entró a formar parte de la Comisión Ejecutiva Regional del Partido Socialista de Madrid como Secretario de Comunicación, dirigida por Rafael Simancas, hasta el año 2007. Ha trabajado en numerosas campañas electorales de su partido, especialmente en procesos de primarias donde ha formado parte de los equipos de José Borrell, Fernando Morán, Tomás Gómez y Pedro Sánchez.
En las elecciones de mayo del año 2003 fue elegido diputado en la Asamblea de Madrid, en la misma sesión donde se ausentaron dos de sus compañeros de escaño, los socialistas Eduardo Tamayo y María Teresa Sáez que impidieron al PSOE Gobernar la Comunidad de Madrid. En junio de 2007, tras la derrota electoral del PSOE en Madrid y la dimisión de su secretario general, Rafael Simancas, se postuló como candidato a la secretaría general del PSM. Ha sido miembro del Consejo Asesor de Radio Televisión Española (RTVE) en la Comunidad de Madrid, donde desarrolló su trabajo como portavoz de su grupo. Ha formado parte del Consejo de Dirección de El Socialista y ha sido miembro del patronato de la Fundación Pablo Iglesias. En la actualidad es miembro del Comité Federal del PSOE.

## Responsabilidades parlamentarias
En la actualidad es parlamentario europeo, miembro del grupo S&D y miembro de las comisiones JURI, CONT e IMCO.
Ha tenido un papel muy relevante como senador madrileño en la cámara alta, representado a las Cortes a nivel internacional en la Unión Interparlamentaria y en el Consejo de Europa. Ha sido el coordinador del grupo territorial de los senadores socialistas de Madrid hasta 2023, donde ha desarrollado funciones parlamentarias como portavoz en la comisión de Asuntos Iberoamericanos y viceportavoz en la Comisión mixta del Defensor del Pueblo, ha trabajado en la comisión de Cooperación Internacional así como de las de Educación, y Ciencia y Universidades. Ha sido miembro de la comisión de Asuntos Exteriores e Interior y de las comisiones mixtas de Relaciones con la Unión Europea y de Control Parlamentario de la Corporación RTVE y sus sociedades.
Tuvo una dilata y fructífera tarea como diputado del PSOE en la Asamblea de Madrid donde desempeñó distintas funciones en su grupo como Vicepresidente, Portavoz Adjunto, así como portavoz parlamentario en la Comisión Digitalización, portavoz en la comisión de Control del Ente Público Radio Televisión Madrid y portavoz de la Comisión de Estatuto de Autonomía, Reglamento y Estatuto del Diputado. Ha sido portavoz adjunto en la Comisión de Estudio para el desarrollo de la Sociedad de la Información y miembro de la Comisión de Presidencia y Justicia, y de la Comisión de Deportes en la Asamblea de Madrid así como Presidente de la Comisión de Vigilancia de las Contrataciones en la Asamblea de Madrid. Ha sido reconocido por su capacidad parlamentaria en numerosas producciones legislativas, de las que se pueden destacar la tarea que desempeñó como redactor de la actual Ley de Transparencia de la Comunidad de Madrid y como ponente de la Ley de creación de la Agencia de ciberseguridad de la Comunidad de Madrid. 

## Representante de España en el Consejo de Europa
En marzo de 2016 fue elegido por Las Cortes españolas como miembro representante de las mismas ante el Consejo de Europa. Formó parte del Grupo Socialista europeo, del Committee on Political Affairs and Democracy y del Committee on Culture, Science, Education an Media en la Asamblea Parlamentaria del Consejo de Europa con sede en Estrasburgo.
Ha sido el autor del informe europeo "Social media: social threads or threats to human rights?”, también denominado por algunos medios de comunicación como "Informe Cepeda”. Un dilatado trabajo que fue aprobado por unanimidad en abril de 2019 por la Asamblea Parlamentaria del Consejo de Europa. En dicho informe el senador español alertó de los riesgos de la desinformación y del funcionamiento de las democracias por la proliferación de noticias filtradas por algoritmos opacos. Una importante iniciativa que se ha convertido en la base legislativa sobre el respeto a los derechos humanos en Internet, para los 47 países miembros de dicha institución paneuropea.
En 2019 fue elegido por la Asamblea Parlamentaria del Consejo de Europa como su representante en la Comisión Europea contra el Racismo y la Intolerancia (ECRI), organismo único de vigilancia de los derechos humanos que se especializa en cuestiones relacionadas con la lucha contra el racismo, la discriminación (por "raza", origen étnico / nacional, color, ciudadanía, religión, idioma, orientación sexual e identidad de género), xenofobia, antisemitismo e intolerancia en Europa; prepara informes y emite recomendaciones a los Estados miembros. En julio de 2020 renunció a sus responsabilidades en el Consejo de Europa y el ECRI para reforzar la dirección del Grupo Parlamentario Socialista en la Asamblea de Madrid

## Representante de España en la Unión Interparlamentaria
En septiembre de 2021 fue elegido por Las Cortes españolas como Vicepresidente ante la Unión Interparlamentaria. En la actualidad desarrolla su trabajo en el grupo geopolítico "Twelve Plus Group" que alberga a los principales delegaciones de Europa, Reino Unido, Turquía, Canadá, Australia y Nueva Zelanda. Es miembro de la Comisión Permanente de Paz y Seguridad Internacional, cuyo objetivo dentro de la organización internacional es fomentar la paz y la seguridad en el mundo. Aunque su cometido original era concentrarse en la prevención de conflictos, mantener la paz y consolidación de la misma, las circunstancias cambiantes han supuesto el reajuste de su enfoque en las últimas cumbres.
El senador español fue designado en la 144th Asamblea Mundial de la citada organización, celebrada en marzo del 2022 en Nusa Dua (Indonesia), a propuesta de la Comisión Permanente de Paz y Seguridad Internacional, para redactar el informe mundial "Cyberattacks and cybercrimes: a priority in the face of new risks to global security". En dicho trabajo se han evaluado diferentes ciberincidentes en el mundo, analizando los sistemas de ciberseguridad, defensa e inteligencia de distintos países. Ha representado en Naciones Unidas a los parlamentarios del todo el mundo en diferentes misiones con los distintos gobiernos y servicios de inteligencia como Emiratos Árabes Unidos, España, Albania Costa Rica, México, República Dominicana o  Argentina para alertar a nivel mundial sobre los riesgos existentes en ciberseguridad, ciberterrorismo y vulnerabilidades de infraestructuras críticas en tiempos de proliferación de riesgo nuclear, ciberguerra; así como todas aquellas cuestiones relacionadas con la gobernanza digital y la identidad digital descentralizada que han devenido en conflictos cuyo impacto afecta a todos los países del mundo.
En su labor ha participado representando a la Unión Interparlamentaria en la Asamblea Mundial Parlamentaria en Kigali (Ruanda), el Foro Mundial de la Gobernanza de Internet (IGF 2022) en Etiopía, la Conferencia Mundial sobre el diálogo interreligioso en Marruecos, el Foro Mundial de la Gobernanza de Internet (IGF 2023) en Kyoto,Geneva Peace Week 2023, así como en los trabajos que está desarrollando Comité Especial de las Naciones Unidas encargado de Elaborar una Convención Internacional Integral sobre la Lucha contra la Utilización de las Tecnologías de la Información y las Comunicaciones con Fines Delictivos en sus sesiones de Viena y Nueva York, impulsando el liderazgo de Naciones Unidas en esta materia con el objeto que culmine en una futura Cumbre Mundial a propuesta del Secretario general de Naciones Unidas, António Guterres
En la 146th Asamblea Mundial  celebrada en marzo del 2023 en Manama (Baréin), a propuesta de la Comisión Permanente de Paz y Seguridad Internacional, y tras un largo proceso de negociación donde el senador Cepeda, con más de 180 países y superar el récord de 320 enmiendas, a menudo con puntos de vista opuestos que demuestra la importancia y la sensibilidad del tema en la actualidad; pudo alcanzar un texto final consensuado. Tras este proceso la IPU dio su respaldo al informe del senador español "Cybercrimes: The new risks to global security" que ha impulsado un modelo de ciberseguridad global a través de los Parlamentos que será referencia indiscutible en la próxima cumbre Mundial de Naciones Unidas. Tras este trabajo España recibió un reconocimiento a la labor internacional realizada por el parlamentario español y su proyecto de impulsar un nuevo modelo de ciberseguridad global impulsando el trabajo de los servicios de inteligencia y creando espacios de colaboración y confianza en el marco de Naciones Unidas.

## Misiones internacionales
Ha desarrollado una importante labor en diferentes misiones internacionales. En febrero de 2017 fue invitado como experto del Consejo de Europa a Albania  a "On freedom of expression in the media" para desarrollar el mandato del Comité de Ministros dentro del Plan Albania 2015-2017 para formar a los parlamentarios de aquel país en materia de medios de comunicación. Fue representante del Consejo de Europa ante el Foro Mundial por la Democracia (2017) para exponer los riesgos de la desinformación, la utilización de diferentes algoritmos y su incidencia en los procesos democráticos. 
Ha formado parte de diferentes misiones internacionales junto a otras organizaciones como la OTAN, OSCE, el Consejo de Europa y la IPU, en procesos de formación y supervisión legislativa, gubernativa y electoral en Albania, Argentina, Azerbaiyán, Bosnia-Herzegovina, Bulgaria, Costa Rica, Emiratos Árabes Unidos, Georgia, Kirguistán, México, Moldavia y República Dominicana.